# Capilla de San Patricio (Heysham)

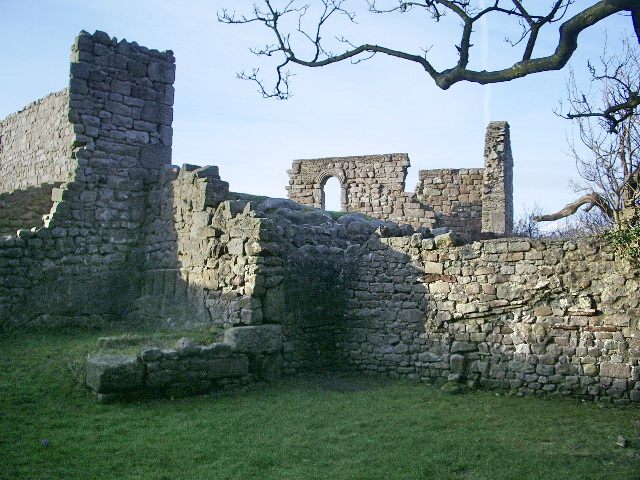
Capilla de San Patricio

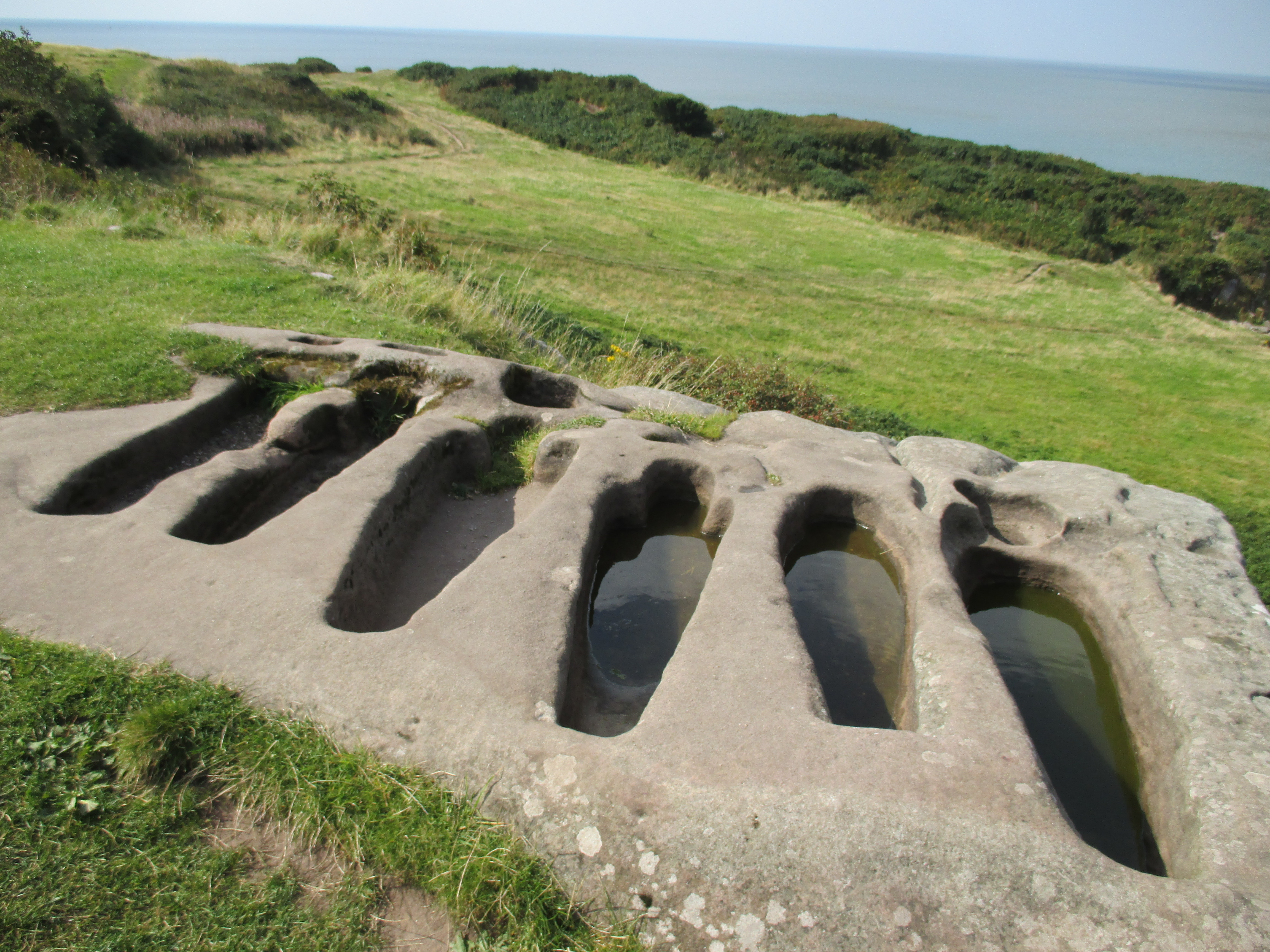
El grupo de seis tumbas excavadas en la roca

La capilla de San Patricio es un edificio en ruinas que se encuentra en un promontorio sobre la iglesia de San Pedro, en Heysham, Lancashire, Inglaterra (referencia de cuadrícula SD409616). Está registrada en la Lista del Patrimonio Nacional de Inglaterra como edificio designado de grado I, y es un Monumento Antiguo Programado.

## Descripción
Las ruinas datan del siglo VIII o IX, y están construidas con escombros de piedra arenisca. La planta es un rectángulo plano ligeramente ahusado que mide 8 x 3 m. El trabajo de consolidación se llevó a cabo en 1903 utilizando baldosas de piedra. La mayor parte del muro sur, el muro de dos aguas del este y la parte este del muro norte todavía están presentes. El muro sur contiene una puerta con jambas largas y cortas y un arco con surcos concéntricos. Cerca de la capilla hay un grupo de seis tumbas excavadas en la roca y un grupo separado de dos tumbas, también excavadas en la roca. Cada grupo está listado en grado I, y cada tumba tiene una cuenca asociada, probablemente destinada a una cruz de madera.   

## Arqueología
En 1977 se realizó una excavación en y al sur de la capilla, que dató el sitio a finales del siglo VI o principios del VII. Los esqueletos enterrados descubiertos fueron fechados no antes del siglo X. Una nueva excavación tuvo lugar en abril de 1993 en la tierra bajo los ataúdes de piedra. No se encontraron huesos humanos pero se recuperaron más de 1200 artefactos, lo que demostró que el sitio había sido ocupado hace unos 12 000 años.